# Karel Sys
Karel Sys (* 14. Februar 1914 in Oostende; † 19. Juni 1990) war ein belgischer Boxer. Er war Europameister der Berufsboxer im Schwergewicht.

## Leben
Karel Sys, als Charles Sys in Oostende als Sohn eines Handwerkmeisters geboren, begann als Jugendlicher mit dem Boxen. Bereits mit 18 Jahren trat er zu den Berufsboxern über und kämpfte zunächst als Weltergewichtler. Später wuchs er bis in das Schwergewicht hinein. Seine Boxerlaufbahn verlief sehr erfolgreich und bereits vor dem Zweiten Weltkrieg hatte er die europäische Spitzenklasse im Schwergewicht erreicht. Während der Besatzung seines Landes durch die deutsche Wehrmacht übte Karel Sys seinen Sport weiter aus und boxte auch mehrere Male auf deutschem Reichsgebiet. Naturgemäß hielt der gebürtige Flame dabei auch enge Kontakte zur deutschen Boxerszene. Diese Tatsache wurde ihm nach dem Zweiten Weltkrieg zum Verhängnis.
1946 wurde er wegen Kollaboration mit den Deutschen vor ein belgisches Gericht gestellt und zu einem Jahr Gefängnis verurteilt. Nach seiner Entlassung erhielt er Berufsverbot, d. h., er konnte in Belgien nicht mehr boxen. Karel Sys ging daraufhin nach Spanien, weil er hoffte dort boxen zu dürfen. Auf Intervention des belgischen und des europäischen Boxverbandes wurde ihm aber auch dort keine Lizenz erteilt. Karel Sys, der durch die oben geschilderten Umstände sein gesamtes Vermögen verloren hatte, blieb in Spanien, war aber gezwungen, dort als Catcher zu arbeiten. Er verdiente dabei genügend Geld um im Juni 1949 nach Argentinien gehen zu können. Dort wurde ihm eine Boxer-Lizenz erteilt. Außerdem baute er sich dort eine bürgerliche Existenz als Ladenbesitzer in der Schmuckbranche auf.
In Argentinien bestritt Karel Sys in den Jahren 1949 bis 1951 viele Kämpfe, die er bis auf zwei Ausnahmen alle gewann. Eine dieser Ausnahmen war der Kampf gegen den US-Amerikaner Archie Moore, einem der besten Schwergewichts- bzw. Halbschwergewichtboxern der Welt, der am 23. Juni 1951 in Buenos Aires stattfand. Gegen Moore boxte Karel Sys unentschieden. Nach diesem Kampf wurde ihm aus Belgien signalisiert, dass einer Rückkehr in die Heimat nichts mehr im Wege stünde und er auch eine belgische Boxlizenz bekommen würde. Er kehrte daraufhin nach Belgien zurück und bestritt ab Juli 1951 noch viele hervorragende Kämpfe in Europa, die darin gipfelten, dass er sogar, obwohl schon 37 Jahre alt, 1952 Europameister im Schwergewicht wurde. Seinen letzten Kampf bestritt Karel Sys 1954.
Kurz danach forderten die belgischen Finanzbehörden von Karel Sys horrende Steuernachzahlungen aus Kämpfen, die vor und während des Zweiten Weltkrieges stattgefunden hatten. Karel Sys, der sich keiner Steuerschulden bewusst war, verließ daraufhin Belgien zum zweiten Male im Zorn und kehrte nach Argentinien zurück, wo er seine bürgerliche Existenz aufrechterhalten hatte.
1983 erhielt Karel Sys den hohen belgischen Orden t'Manneke uit de Mane.

## Karriere als Boxer
Karel Sys, der in der Anfangszeit seiner Karriere von Theo Vanhaverbeeke trainiert wurde, bestritt seinen ersten Profikampf am 21. August 1932 in Oostende. Er wurde dabei Punktsieger über seinen Landsmann Emile Ballister. Am 7. Januar 1933 gewann er durch einen Punktsieg über Ward Meulebrouck seinen ersten Titel, den des ost- und westflämischen Meisters im Weltergewicht.
In den folgenden Jahren bestritt er viele Kämpfe, die seinem Aufbau dienten. Er gewann die meisten, blieb aber auch vor Niederlagen nicht verschont. Durch Siege über seine belgischen Konkurrenten Adrien Anneet und Jack Etienne in den Monaten März und April 1935 erhielt Karel Sys das Herausforderungsrecht an Gustave Roth, der belgischer Mittelgewichtsmeister war und der sich in den späten 1930er Jahren zu einem der besten Halbschwergewichtsboxern der Welt entwickeln sollte. Roth war einige Jahre älter als Karel Sys und dementsprechend auch routinierter. Er gewann deshalb diesen Meisterschaftskampf über 15 Runden nach Punkten.
Am 22. Januar 1937 boxte Karel Sys erstmals in Deutschland. Er besiegte dabei in der Deutschlandhalle in Berlin die Boxlegende Adolf Heuser über zehn Runden nach Punkten. Er konnte dabei so gut gefallen, dass er am 17. März 1937 gegen Adolf Witt, den deutschen Ex-Meister im Halbschwergewicht, antreten konnte, den er ebenfalls nach Punkten bezwang. Am 29. Mai 1937 wurde Karel Sys dann durch einen Punktsieg über Jean Berlemont nach zehn Runden belgischer Meister im Halbschwergewicht. Karel Sys gewann viele seiner Kämpfe nach Punkten. Er war nie ein Puncher, der seine Gegner reihenweise K. o. schlagen konnte. Eine hervorragende Technik, gepaart mit enormen Gewandtheit und Schnelligkeit brachten ihm seine vielen Siege.
Am 1. Dezember 1937 kämpfte Karel Sys in Brüssel erneut gegen Gustave Roth. Es ging dabei um den Weltmeistertitel der IBU, das war ein europäischer Weltverband, der von 1913 bis 1946 bestand und gegründet worden war, weil sich europäische Boxer von dem von den US-Amerikanern dominierten Welt-Box-Verband benachteiligt sahen. Er hat aber in der Praxis nie eine große Rolle gespielt. Neben diesem Titel ging es beim Kampf Sys gegen Roth auch noch um die Europameisterschaft im Halbschwergewicht. Der Kampf endete unentschieden und Roth, der die genannten Titel vorher gewonnen hatte, behielt diese somit.
Am 20. Januar 1939 kämpfte Karel Sys, inzwischen in das Schwergewicht hineingewachsen, in der Berliner Deutschlandhalle erstmals um den Europameistertitel in dieser Gewichtsklasse. Sein Gegner war der Titelverteidiger Heinz Lazek, ein gebürtiger Wiener. Heinz Lazek, der wie Sys ein hervorragender Techniker war, konnte Sys über 15 Runden knapp nach Punkten besiegen. Am 2. Juli 1941 gelang dann Karel Sys im Kampf um die belgische Meisterschaft im Schwergewicht endlich ein Sieg über Gustave Roth. Er gewann durch Abbruch in der vierten Runde. Am 25. Mai 1942 verlor er diesen Titel durch eine Punktniederlage aber wieder an Roth.
Im Frühjahr 1943 besiegte Karel Sys in Antwerpen den französischen Meister Stefan Olek, in Breslau den italienischen Meister Luigi Musina und in Brüssel seinen Landsmann Pol Goffaux, der sich zwischenzeitliche in der europäischen Rangliste nach vorne geboxt hatte und erhielt somit das Recht gegen den schwedischen Meister im Schwergewicht Olle Tandberg um den vakanten Europameistertitel im Schwergewicht zu boxen. Dieser Kampf fand am 30. Mai 1943 vor 40.000 Zuschauern im Rasunda-Stadium zu Stockholm statt. Olle Tandberg, größer und schwerer als Karel Sys konnte seine körperlichen Vorteile nutzen und den Kampf gewinnen.
Ein halbes Jahr später kam es im Palais des Sports in Brüssel zur Revanche zwischen Sys und Tandberg. Es war am 14. November 1943 als Sys Tandberg klar nach Punkten bezwang und damit neuer Europameister im Schwergewicht war. Nach diesem Kampf konnte Karel Sys kriegsbedingt bis 1944 nur mehr fünfmal boxen. Es war keine Meisterschaftskampf mehr darunter. Von 1945 bis zu seiner Ankunft in Argentinien im Juni 1949 konnte Karel Sys, wie schon dargestellt, nicht boxen. Der Europameistertitel wurde ihm von der Europäischen Box-Union aberkannt.
Von 1949 bis 1951 bestritt Karel Sys in Argentinien 14 Kämpfe. Er erzielte dabei zwölf Siege und kämpfte, neben dom oben erwähnten Kampf gegen Archie Moore, noch am 6. März 1950 in Buenos Aires gegen den chilenischen Meister Arturo Godoy unentschieden.
Nach seiner Rückkehr nach Belgien besiegte Karel Sys noch im Jahre 1951 den gefährlichen US-Amerikaner Lloyd Barnett und die europäischen Spitzenboxer Stefan Olek, Josef Weidinger und Wilson Kohlbrecher und erhielt am 12. Januar 1952 die Chance im Palais des Sports in Brüssel gegen den deutschen Meister Hein ten Hoff erneut um die Europameisterschaft zu boxen. Karel Sys überraschte den hocheingeschätzten Deutschen und gewann klar nach Punkten. Kaum zwei Monate später verlor er aber diesen Titel in Dortmund an Heinz Neuhaus, der ihn über 15 Runden nach Punkten bezwang.
In einer Revanche, bei der es aber um keinen Titel ging, gewann Karel Sys am 3. Mai 1952 in Antwerpen über Heinz Neuhaus über zehn Runden nach Punkten. In den Jahren 1952 kämpfte Karel Sys meist in Deutschland und einige Male auch noch in Belgien. Er bezwang dabei u. a. am 7. September 1952 in Berlin der deutschen Europameister im Halbschwergewicht Conny Rux durch technischen K. o. in der dritten Runde.
Am 2. August 1953 boxte Karel Sys dann in Dortmund erneut gegen Heinz Neuhaus um die Europameisterschaft im Schwergewicht. Er war inzwischen 39 Jahre alt und musste sich dem fast zehn Jahre jüngeren Neuhaus nach Punkten geschlagen geben. Am 22. Mai 1954 ließ sich Karel Sys verleiten, gegen den gefürchteten Kubaner Niño Valdés, dem damals vielleicht besten Schwergewichtsboxer der Welt, dem die damaligen Weltmeister, angefangen von Joe Louis über Ezzard Charles bis zu Rocky Marciano nie eine WM-Chance gaben, anzutreten und verlor prompt durch Abbruch wegen Kampfunfähigkeit in der vierten Runde. Dies war der letzte Kampf in der überaus erfolgreichen Karriere von Karel Sys.